# Campylorhamphus procurvoides
Campylorhamphus procurvoides là một loài chim trong họ Furnariidae.